# Jocs Seculars
Els Jocs Seculars (Ludi Saeculares) foren uns jocs romans que pel seu nom només s'haurien d'haver celebrat una vegada cada segle (saeculum), però no fou així ni en la república ni en l'Imperi.
Els orígens dels ludi saeculares es troben en els Ludi Tarentini,(de vegades escrit Ludi Terentini). Durant el segle xix alguns llibres d'història els van confondre amb els Ludi taurii per algunes similituds entre tots dos espectacles. Els darrers es van celebrar l'any 248 en temps de l'emperador Felip l'Àrab.

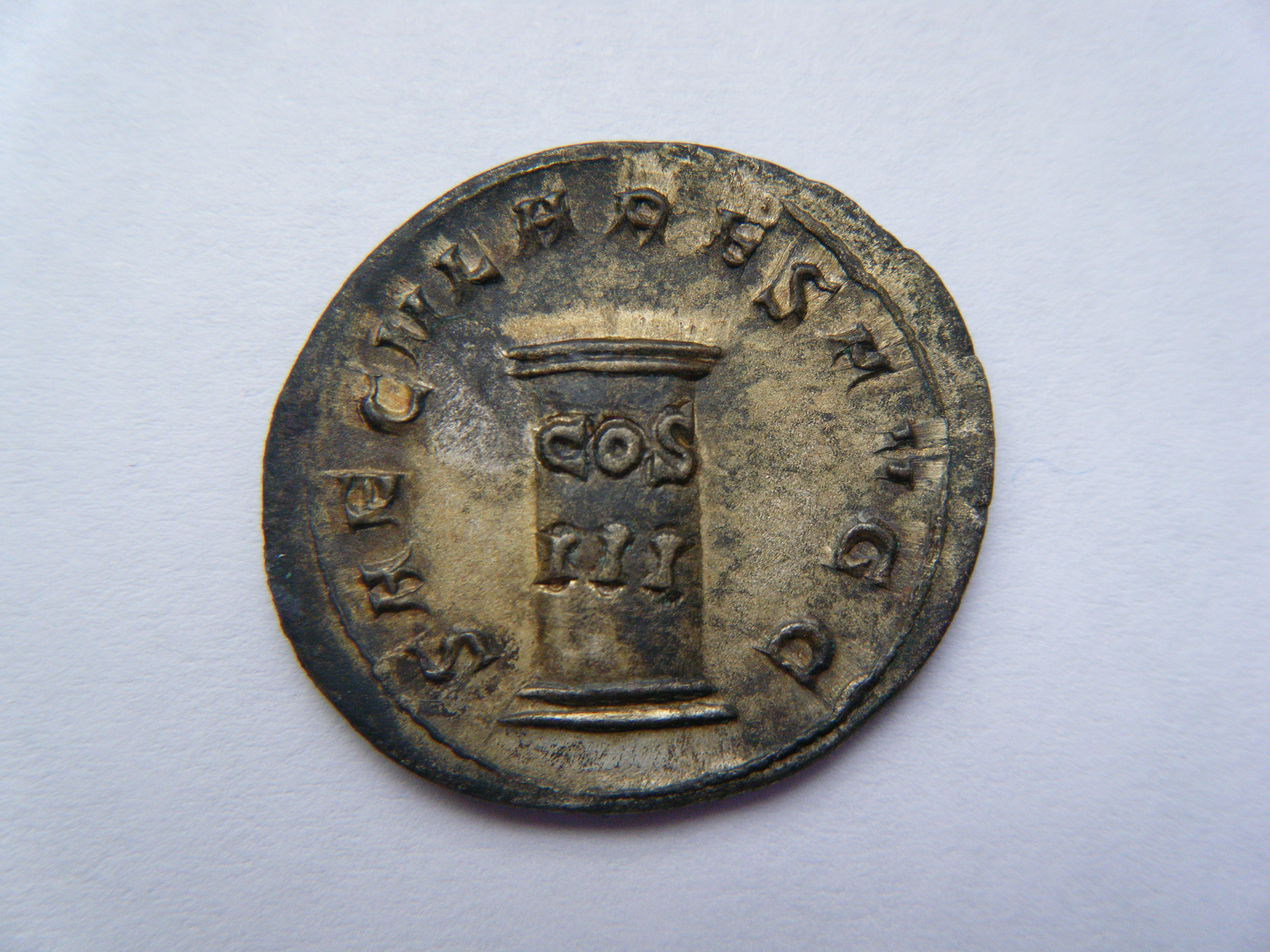
El revers d'una moneda de Felip l'Àrab amb la imatge d'un altar i la inscripció SAECVLARES AVGG (jocs seculars)

## ElsLudi Tarentini
Segons Valeri Màxim l'origen estaria en una mena de miracle relacionat amb el guariment de tres nens. Es tractava dels fills d'un sabí de la gens Valèria. Aquest home va pregar als déus familiars (lares) oferint la pròpia vida a canvi de la dels infants, llavors va sentir una veu que li deia que els portés a Tarentum (actual Tàrent, una ciutat del sud de la península italiana), que els donés per beure aigua del Tíber escalfada en un altar dedicat a Dis Pater i a Prosèrpina, deïtats del món subterrani. Per tant, va emprendre el viatge cap al sud, però quan sortia de la ciutat pel camp de Mart va tornar a sentir la veu que l'ordenava que s'aturés, que allí també estava el Tarentum. El pare va agafar aigua del riu i la va donar als seus fills seguint les instruccions, els quals es van sanar però després es van quedar adormits. En despertar-se van explicar que una figura se'ls havia aparegut en somnis demanant que s'oferís un sacrifici a Dis Pater i a Prosèrpina en aquell lloc. El pare va començar a cavar per preparar els fonaments d'un altar i es va trobar que ja n'hi havia un allà sota. Es va oferir el sacrifici demanat i a més es van celebrar uns jocs que van durar tres dies.
Altres relats connecten aquests jocs amb la lluita dels Horacis i Curiacis o diuen que ja existien amb Tarquini el Superb i que Tarentum derivaria de Tarquinius.
Segons Marc Terenci Varró els jocs es van originar després que es donessin una sèrie de fenòmens estranys. Els quindecimviri, els sacerdots que custodiaven els llibres sibil·lins, els van consultar i una de les instruccions que van obtenir va consistir a oferir sacrificis al Tarentum del camp de Mart durant tres nits invocant a Dis Pater i a Prosèrpina. Tot seguit es van fer uns jocs. Varró també diu que es va fer un jurament de celebrar aquests jocs cada cent anys. De fet hi va haver uns altres ludi Tarentini el 149 aC o el 146 aC, durant l'època de la Tercera Guerra Púnica. No obstant, els historiadors moderns (M Beard, J North i S Price) coincideixen en suggerir que tant els ludi Tarentini de l'any 249 com els de l'any 140 aC es van celebrar per raons relacionades amb la proximitat de la guerra i, deixant el mite a banda, va ser només a partir dels jocs del 140 aC que es van començar a considerar de celebració centenària. Per tant, els següents ludi Tarentini s'havien de celebrar l'any 49 aC però les guerres civils devien ser el motiu pel qual no es van celebrar.

## En temps d'August
La tradició que s'havia perdut, probablement a causa de les guerres civils, va reviscolar gràcies a l'emperador August l'any 17. Aquesta data es va justificar amb un oracle escrit als llibres sibil·lins que deia que s'havien de celebrar cada cent anys. Va ser a partir de llavors que es van començar a dir ludi saeculares en lloc de ludi Taentini.
Abans de començar, l'emperador va enviar pregoners per la ciutat anunciant els jocs tot dient que seria «un espectacle com mai abans s'havia vist ni es tornaria a veure». Els quindecimviri es van situar a l'àrea sacra del turó capitolí i al temple d'Apol·lo al Palatí i des d'allà repartien torxes purificadores als qui volgussin assistir als jocs. (Aquest acte podria estar inspirat en els rituals de purificació de la Parilia, la festivitat que commemorava la fundació de Roma.) També es van fer ofrenes de: blat, ordi i fesols.
El senat va decretar que es fixés una pedra commemorativa amb una inscripció al camp de Mart, a la zona del Tarentum, en record d'aquests jocs. La inscripció encara es conserva i ha servit per aportar informació sobre les cerimònies que es van fer. A la nit es van fer sacrificis però no a Dis Pater i a Prosèrpina, sinó a les Moires (Moerae), a Ilitia (divinitat protectora dels parts) i a Tellus (divinitat que representava la mare terra). Aquestes tres divinitats eren d'origen grec i no tenien un culte oficial a Roma. Durant el dia es van oferir sacrificis als déus propis de l'estat romà al capitoli i al palatí.
Ateu Cepió va ser encarregat de l'organització i Horaci de compondre l'himne.
La següent taula especifica els sacrificis que es van fer:
| Data       | Hores  | Lloc          | Deïtat                  | Sacrifici                                        |
| ---------- | ------ | ------------- | ----------------------- | ------------------------------------------------ |
| 31 de maig | de nit | Camp de Mart  | Moerae                  | 9 ovelles, 9 cabres                              |
| 1 de juny  | de dia | turó capitolí | Jupiter Optimus Maximus | 2 bous                                           |
| 1 de juny  | de nit | Camp de Mart  | Ilythiae (Εἰλείθυια)    | 27 pastissos sagrats (9 de tres tipus diferents) |
| 2 de juny  | de dia | turó capitoli | Juno Regina             | 2 vaques                                         |
| 2 de juny  | de nit | Camp de Mart  | Terra Mater             | una truja prenyada                               |
| 3 de juny  | de dia | turó palatí   | Apol·lo i Diana         | 27 pastissos sagrats (9 de tres tipus diferents) |

Van presidir els jocs: l'emperador August i el seu gendre Marc Vipsani Agripa, per ser els membres més importants dels quindecimviri; August va ser espectador dels sacrificis nocturns i Agripa de les activitats diürnes. Després dels sacrificis del darrer dia, un cor de nois va cantar el Carmen Saeculare, l'himne que havia compost Horaci. El contingut d'aquest himne se centrava principalment en els déus Apol·lo i Diana, tot i que es van cantar tant al palati com al capitoli. La resta dels versos tractava sobre els sacrificis adreçats als déus d'origen grec.
Després dels sacrificis es realitzaven representacions teatrals (ludi scaenicus), entre els dies 5 i 11 de juny es van fer escenificar obres d'autors grecs i el dia 12 es van fer curses amb carros i simulacions de cacera (venatio).

## Durant l'imperi
Els jocs es van repetir l'any 47, en temps de Claudi i altre cop el 88 en temps de Domicià; Septimi Sever el 204; després es van fer sota Filip l'Àrab el 248, quan foren celebrats per darrera vegada.
Es van fer servir, però, dos sistemes diferents per calcular la data de la celebració, per exemple en lloc d'esperar l'any 114, Claudi els va celebrar l'any 47, quaranta anys després dels anteriors en lloc de cent perquè segons ell era el 800 aniversari de la fundació de Roma. En la narració de l'historiador Suetoni es diu que el pregoner encarregat d'anunciar-los tot dient que serien uns espectacles mai vistos, causava el riure en els oients, sobretot entre els que havien viscut els d'August. Els emperadors qui van fer servir el mètode de compte de Claudi van ser: Antoní Pius el 148 i Felip el 248, qui va aprofitar per celebrar els mil anys de la fundació de Roma. Aquests darrers van traslladar els rituals al temple de Venus i Roma en lloc del Tarentum i la data probablement també es va canviar del juny al 21 d'abril, època habitual de la Parilia.
L'any 314 es complien cent anys dels jocs seculars de Septimi Sever, però no es van celebrar perquè era l'època de l'emperador Constantí, el qual s'havia convertit al cristianisme i ja no acceptava els ritus de l'antiga religió romana. El cronista Zòsim (498–518), va escriure sobre la tradició dels jocs seculars i va expressar la seva opinió dient que el fet que s'haguessin deixat de celebrar era un senyal de la decadència de l'imperi.